# System zamknięty w higienie rąk
System zamknięty w higienie rąk - przeznaczony wyłącznie dla obszaru medycznego, zintegrowany system specjalnych dozowników i preparatów do mycia, dezynfekcji oraz pielęgnacji rąk konfekcjonowanych, bez dostępu powietrza, w jednorazowych opakowaniach (saszetkach). Każde opakowanie w systemie zamkniętym, napełnianie w warunkach próżniowych, wyposażone jest w układ zastawek nie dopuszczających do dostania się powietrza do wnętrza opakowania, dzięki czemu nie dochodzi do kontaminacji produktów drobnoustrojami pochodzącymi ze środowiska zewnętrznego. Zaniechanie stosowania przewodów o długim i wąskim przekroju do aplikacji zawartości saszetek wyeliminowało zjawisko tworzenia się biofilmu.

## Preparaty w systemie zamkniętym dla obszaru medycznego
Preparaty w systemie zamkniętym dla obszaru medycznego:
- nie mogą zawierać konserwantów, bakteriostatyków, barwników oraz składników o właściwościach potencjalnie alergizujących i drażniących;
- powinny posiadać czystość mikrobiologiczną na poziomie I-II grupy farmakopealnej;
- powinny spełniać wymagania normatywne właściwe dla produktów stosowanych w zakładach opieki zdrowotnej: badania skuteczności biobójczej dla obszaru medycznego zgodne z normami europejskimi (PN-EN), klasyfikacja ATC, standard produkcji zgodny z GMP.